# The Last Fishing Boat
The Last Fishing Boat es una película dramática malauí de 2013 escrita, dirigida y producida por Shemu Joyah. Está protagonizada por Hope Chisanu, Flora Suya y Robert Loughlin. La película se basa en las diferencias culturales entre los valores africanos tradicionales y la modernización. Ganó el premio a la mejor banda sonora en la novena edición de los premios de la academia del cine africano. Se proyectó en el Festival de Nuevas Películas Africanas de 2014.

## Sinopsis
Un pescador exitoso (Hope Chisanu) atraviesa por una difícil crisis en la que sus valores culturales se ven amenazados por la rápida expansión del sector turístico en Malaui. Mientras, su hijo (Robert Kalua) se ha convertido en guía turístico. Además, su tercera esposa (Flora Suya) le es infiel con un turista blanco (Robert Loughlin), dispuesto a pagar por su compañía.

## Elenco
- Hope Chisanu como pescador
- Robert Kalua como hijo del pescador
- Flora Suya como esposa del pescador
- Robert Mcloughlin como turista blanco
- Marian Kunonga

## Producción
Es el segundo proyecto como directora de Shemu Joyah después de Seasons of a Life (2009). La fotografía principal comenzó en 2012 y se rodó principalmente a orillas del lago Malaui en Mangochi.